# Seizmická bomba
Seizmická (zemětřasná) bomba je konstruována tak, aby se při dopadu zavrtala několik desítek metrů pod povrch a teprve poté explodovala. Následné rázové vlny, podobné zemětřesení, způsobí v oblasti dopadu mnohem větší škody na objektech, než při výbuchu na povrchu.

## Princip
Koncept seizmické bomby navrhl inženýr britské firmy Vickers Barnes Wallis v roce 1941. Na rozdíl od tehdy běžných bomb s povrchovým účinkem, měla seizmická bomba ničit individuální cíle proniknutím hluboko pod povrch země a následným výbuchem způsobit umělou šokovou (zemětřesnou) vlnu. Pro účely hlubokého průniku bez poškození těla bomby měla být vybavena zesíleným pláštěm. Ani přímý zásah bodového cíle nebyl nutný a v případě opevněných cílů ani žádoucí kvůli zeslabení následné šokové vlny v betonu. Dopad do měkkého materiálu (voda, zemina) naopak znamenal hlubší průnik s výrazně ničivějším účinkem na základy opevněného cíle.

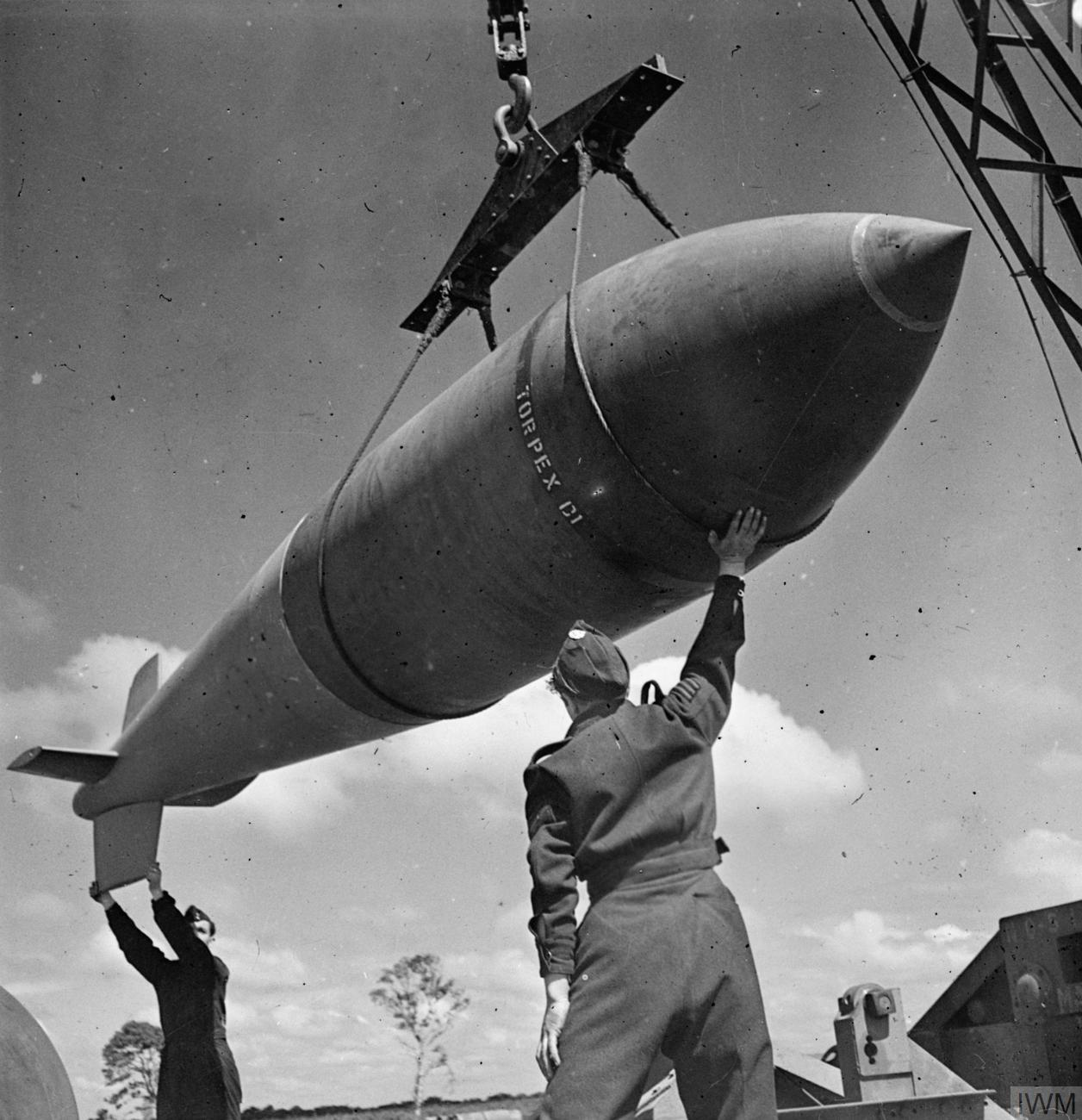
Nakládání bomby Tallboy na Avro Lancaster 617. perutě ve Woodhall Spa, Lincolnshire

## Použití zadruhé světové války
Realizace seizmických bomb:
| Název      | Ve službě | Délka (m) | Váha (kg) |
| ---------- | --------- | --------- | --------- |
| Tallboy    | 1944-45   | 6,4       | 5 400     |
| Grand Slam | 1945      | 8,08      | 10 000    |

## Vývoj podruhé světové válce
Po druhé světové válce s nástupem nukleárních zbraní opadl zájem o vývoj seizmických bomb, které i při extrémní velikosti zdaleka nedosahovaly účinnosti tehdy vyvinutých nukleárních bomb. Ačkoliv bomba Tallboy měla účinek ekvivalentní 6,5 tunám TNT, jaderná puma Little Boy měla sílu 15 000 tun TNT.
Pouze Spojené státy později vyvinuly bombu T-12 Cloudmaker, která používala původní koncept destrukce šokovou vlnou, ale byla zesílena i pro potřeby bombardování opevněných cílů.